# Swartzia jenmanii
Swartzia jenmanii är en ärtväxtart som beskrevs av Noel Yvri Sandwith. Swartzia jenmanii ingår i släktet Swartzia och familjen ärtväxter. Inga underarter finns listade i Catalogue of Life.